# Giuseppe Sacco
Giuseppe Sacco (Napoli, 1º agosto 1938) è un economista e saggista italiano, caporedattore di The European Journal of International Affairs.

## Biografia
Ha intrapreso molto precocemente la propria carriera di giornalista, scrivendo cronaca nera per il quotidiano Paese Sera. Dopo la maturità classica, si iscrive alla facoltà di Ingegneria. La sua vocazione sono in realtà i temi politico sociali e quindi lascia ingegneria e si iscrive in Scienze politiche. Si laurea nel 1961 con il massimo dei voti all'Università degli Studi di Napoli Federico II, con una tesi in "Prospettive di Sviluppo Economico e problemi demografici nell'Africa del Nord ex-Francese", relatore il professor Francesco Compagna. Nel 1956 i carri armati entrano in Ungheria: in Italia la sinistra si spacca tra filosovietici e occidentali. Il dissenso tra comunisti e socialisti si fa talmente aspro che anche la redazione di Paese Sera si spacca. Sacco lascia il giornale e comincia a scrivere su Nord e Sud, rivista mensile edita da Mondadori, con sede a Napoli, specializzata nell'analisi dei problemi riguardanti l'arretratezza economica del Mezzogiorno. Questa collaborazione prosegue fino alla fine degli anni 80, quando il fondatore e direttore della rivista, Francesco Compagna, muore e con lui la sua creatura editoriale. 
Sacco dal 1958 aderisce alla Federazione Giovanile Repubblicana, ricoprendo cariche importanti, per proseguire la militanza nel Partito Repubblicano Italiano (PRI). Nei primi anni '60, comincia a collaborare con il settimanale Il Mondo fondato e diretto, a Roma, da Mario Pannunzio. Nella redazione di questo raffinato giornale economico nacque l'idea del Partito Radicale, ma il giovane studioso politico preferì restare nel Partito Repubblicano. I dibattiti e le discussioni in quella redazione ricca di ingegni, e la difficile scelta in favore del PRI, portano Sacco a mutare il suo modo di fare giornalismo, con la stesura di articoli più sofisticati ed approfonditi dei precedenti. D'altronde, il ruolo dello studioso all'epoca era quello di scrivere corrispondenze dall'estero, considerato che stava frequentando l'École des hautes études en sciences sociales della Sorbona. A Parigi, conosce il celebre sociologo Raymond Aron. Nello stesso anno, il 1962, diventa consulente dell'Ufficio Europeo delle Nazioni Unite a Ginevra. A Parigi scrive due importanti articoli, “Studenti a Parigi” (su Nord e Sud) e  “La ribellione del Quartiere Latino” (sul Mondo) che anticipano e spiegano le ragioni di ciò che sarebbe successo nel maggio '68, rivelando una capacità di analisi preziosa per la carriera successiva.
Negli anni successivi, vince una borsa di studio all'Istituto di Studi Politici Internazionali di Milano (ISPI), ed una presso il Salzburg Seminar in American Studies, e collabora stabilmente con il Congrès pour la liberté de la culture di Parigi. Nel 1968 consegue il diploma post-dottorale con una tesi in "Politique de la science et régions arriérées d'Europe", relatore Jean Gottmann. In questa ricerca affronta il tema dei fenomeni di sviluppo economico fondati sull'alta tecnologia in due zone degli Stati Uniti: Boston-Cambridge (la cosiddetta Route 128) e la futura Silicon Valley. All'ISPI Sacco ha l'occasione di pubblicare un articolo sulla rivista “Relazioni Internazionali”, del primo Trattato in materia di disarmo internazionale, "Il Trattato dell'Antartico" del 1961, che inaugura l'era della distensione, inaugurata dalla Presidenza Kennedy. 
La tesi di diplôme dell'École des Hautes Études di Parigi dà anche origine al volume Il Mezzogiorno nella politica scientifica, pubblicato nel 1967.  Grazie a questo libro viene chiamato ad insegnare con il ruolo di Professore, alla facoltà di Scienze economiche di Siena. Sul piano istituzionale, questa ricerca è alla base della decisione di modificare la Legge per il Mezzogiorno, grazie alla quale le provvidenze a favore della creazione di impianti industriali nel mezzogiorno, vengono estese ai laboratori di ricerca.
Nasce così la società di ricerca, l'Elasis, che affianca la nascita dell'impianto industriale di Pomigliano d'Arco. Anche in seguito, l'Elasis è un asset importante, al punto che nel 2009 ha consentito all'amministratore delegato della Fiat, Sergio Marchionne, di convincere le autorità statunitensi ad affidare all'azienda italiana il salvataggio della Chrysler.
Nel '76, con la nascita del primo governo di centro sinistra, Sacco viene chiamato dall'allora Ministro del bilancio e della programmazione economica Antonio Giolitti a collaborare alla redazione dell'unico piano di sviluppo mai fatto nella storia d'Italia. In seguito, diviene consulente dell'ufficio studi della Camera dei deputati. A seguire, saranno avviati una serie di incarichi internazionali su questioni di sviluppo economico. Le continue e lunghe missioni all'estero gli consentono di conoscere direttamente realtà internazionali dinamiche, accumulando materiale di prima mano per scrivere un gran numero di articoli e saggi su temi di politica internazionale che trovano spazio anche sui quotidiani Il Giorno di Milano, Il Messaggero di Roma e su un gran numero di riviste estere ed italiane. In questo periodo, è ospite come editorialista in molte di queste testate.
Dopo la crisi del petrolio del 1973, a Parigi, rappresenta l'Italia nel Comitato Politiche di Sviluppo e nel Comitato sui mercati delle materie prime, incontrando direttamente i rappresentanti dei principali paesi del Terzo Mondo, anche produttori di petrolio, e dall'altro USA, CEE e Giappone. A conclusione del negoziato, il Giappone propone di creare presso l'OCSE una struttura permanente di studi previsionali sull'economia mondiale. A Sacco viene offerto il ruolo di Direttore di Divisione, ruolo che ricoprirà dal 1975 al 1980. Nel 1978 pubblica il libro La cooperazione industriale tra Italia e paesi in via di sviluppo.
Nel 1980, dopo una serie di incarichi presso la Banca Africana di Sviluppo ad Abidjan e presso SGRRO e SHARAco, Dammam e Ryhad in Arabia Saudita, rientra in Italia e aderisce al Partito Socialista Italiano, dove assume la posizione di Responsabile Africa e Asia dell'Ufficio internazionale. Nel 1983 accompagna il Presidente del Consiglio Bettino Craxi nella sua visita di Stato al presidente statunitense Ronald Reagan.
Dal 1980 al 1983 ha inizio un'intensissima collaborazione con l'Avanti, diretto da Ugo Intini, e dal 1980 al 1988 con la rivista mensile Mondo Operaio.
Assume la direzione di The European Journal of International Affairs. Lord Jenkins, nel frattempo diventato Chancellor dell'Università di Oxford, e Rosario Romeo, rettore della Luiss, sono i primi ad accettare di entrare nel comitato scientifico della rivista. È da questa posizione che Sacco assiste e analizza la dissoluzione del blocco dell'Est. Grazie a questa rivista e alla collaborazione con il Commentaire di Parigi, entra in contatto con il premier giapponese Nakasone, il Presidente della Repubblica Federale Tedesca Richard von Weizsäcker e il segretario del PCUS Gorbaciov. A seguire, entrerà nel Comitato Scientifico del Journal anche il Presidente della Deutsche Bank Alfred Herrhausen, autore di un audace piano per la conversione graduale al mercato delle economie dell'ex-blocco sovietico. Più tardi Herrhausen sarà assassinato dalla Rote Armée Fraktion, appena 25 giorni dopo la caduta del Muro di Berlino. Quell'attentato in realtà resterà per molti un giallo, considerate le modalità dell'esecuzione, facendo intravedere una nuova strategia della tensione internazionale.
Negli anni 90, caratterizzati in Europa dall'esaurimento del progetto europeo concepito all'indomani della Seconda guerra mondiale, in Italia crolla il sistema politico basato sui partiti resistenziali. Sacco pone termine alla pubblicazione dello European Journal e si dedica quasi esclusivamente all'insegnamento in Italia e in Francia. Avvia un'intensissima collaborazione con la rivista Ideazione, che rappresenta un tentativo di ripensare il liberalismo democratico nel nuovo contesto italiano. In quegli anni, segnala con i suoi articoli le opportunità e i rischi legati alla scomparsa del Partito Comunista Italiano e della Democrazia Cristiana, da un'ondata di immigrazione senza precedenti, nonché in quello internazionale, dalla fase della globalizzazione e del cosiddetto “unipolarismo americano”, e dal ritorno della guerra, anche in Europa.
Insieme con alcuni articoli pubblicati su Commentaire, su Geopolitical Affairs e su Ideazione, pubblica a questo punto il libro L'invasione scalza, sul problema dell'immigrazione e sulle possibili politiche italiane in questo campo, seguito da una corposa raccolta di saggi dal titolo Critica del nuovo secolo.
A partire dal 1995 – riprende l'esperienza manageriale come CEO della società EPPA-Italia, branca italiana della European Public Policy Advisor; si tratta di una società internazionale di consulenza politico istituzionale, specializzata in consulenza con le istituzioni europee e i grandi gruppi globali trans-frontiera, che avevano già preso il posto delle vecchie società multinazionali.
L'emergere sempre più rapido dell'Asia nell'economia mondiale e la grave crisi americana a partire dal 2007 l'hanno portato negli ultimi anni a rivolgere il proprio interesse alla Cina e agli Stati Uniti, anche grazie un programma organizzato dal Salzburg Global Seminar, nato da una trasformazione del Salzburg Seminar in American Studies. Per questa ragione, comincia lo studio della lingua cinese.
Nel 2012 pubblica: Batman e Joker, volti e maschere dell'America, vero e proprio saggio su come gli Stati Uniti rappresentano se stessi e i pericoli che li minacciano.

### Carriera accademica
Dal 1980 al 2010 è professore ordinario alla Facoltà di scienze politiche della Libera Università Internazionale degli Studi Sociali Guido Carli, dove insegna Relazioni e sistemi economici internazionali, Sociologia dello sviluppo e migrazioni internazionali. Dal 1981 al 1985 insegna, invece, all'Università della Calabria e dal 1989 al 2000 all'Institut d'études politiques de Paris.
Nel 1998 è Visiting Professor on European Studies all'Università di Tbilisi in Georgia e nel 1995, al Master of International Relations, Universidade Federal de Recife, Brasile.
È stato anche visiting professor all'Università di Oxford (1978), all'Università di San Francisco, all'Università della California a Los Angeles, dal 1981 al 1982 è visiting professor alla Princeton University, e all'Università Federale di Pernambuco.
Inoltre, all'inizio della sua carriera, dopo il primo incarico all'Università di Siena (1969), dal 1970 al 1980, Sacco è professore ordinario di Economia e politiche industriali all'Università di Firenze e dal 1973-1976 è visiting scientist al "Resources for the Future" del Brookings Institution e al Massachusetts Institute of Technology.
I suoi interessi di ricerca sono focalizzati su Economia politica internazionale, Sistemi economici mondiali e migrazioni internazionali.

## Pubblicazioni
Sacco ha scritto numerosi contributi su riviste internazionali, come New Society, Géopolitique, Preuves, Commentary, Internationale Politik, The International Spectator, Commentaire, The Washington Quarterly, Politica Exterior, Politique Etrangère, Sociétal, Outre-Terre, Limes, The Wilson Quarterly e Lettera Internazionale. È membro del comitato editoriale e scientifico di Limes, Commentaire, Commentary e Outre-Terre. Inoltre, Sacco è autore o coautore di:
- Critica del Nuovo Secolo, Luiss University, Roma, 2005. ISBN 978-88-88877-87-7.[33]
- Que se vayan: l'America Latina nel sistema mondiale, Sankara, Roma, 2002. ISBN 88-900572-2-X.
- La Polis Internet / con Paul Mathias, Giorgio Pacifici, Pieraugusto Pozzi, prefazione di Francesco De Domenico; in collaborazione con l'Institut d'études politiques di Parigi. 
  - Traduzione italiana dal francese di Ugo G. Pacifici Noja, FrancoAngeli, Milano, 2000. ISBN 88-464-2197-3.
- L'Invasione scalza: movimenti migratori e sicurezza nazionale, Franco Angeli, Milano, 1997. ISBN 88-204-9999-1.
- Meno vincoli per l'impresa (Asian EPZs, and Europe), Euroforum, Bruxelles, 1989. ISBN 88-204-5601-X.
- La Cooperazione Industriale con I PVS, Il Mulino, Bologna, 1982.
- Industria e Potere Mondiale, Franco Angeli, Milano, 1980. ISBN 88-204-1858-4.
- Il nuovo Medio Evo, (con Umberto Eco, Francesco Alberoni e Furio Colombo), Bompiani, Milano, 1972. OCLC Number: 883973.
- Il Mezzogiorno nella Politica Scientifica, Etas Kompass, Milano, 1969. OCLC Number: 9794131.[34]